# Убийца и кюре
«Убийца и кюре» (фр. , 1904) — французский короткометражный художественный фильм, поставленный на студии Gaumont.

## Сюжет
Каторжник переодевается в одежду священника.

## Интересные факты
Возможно, фильм оказал влияние на фильм Чаплина «Пилигрим» (1923), где был такой же сюжет.